# Moderní pětiboj na Letních olympijských hrách 2016
Moderní pětiboj na Letních olympijských hrách 2016 v Riu de Janeiru se konal od 18. srpna do 20. srpna 2016.

## Medailisté
| Kategorie | Zlato                            | Stříbro                           | Bronz                                           |
| --------- | -------------------------------- | --------------------------------- | ----------------------------------------------- |
| Muži      | Alexandr Lesun · Rusko (RUS)     | Pavlo Tymoščenko · Ukrajina (UKR) | Ismael Marcelo Hernandez Uscanga · Mexiko (MEX) |
| Ženy      | Chloe Esposito · Austrálie (AUS) | Élodie Clouvelová · Francie (FRA) | Oktawia Nowacka · Polsko (POL)                  |

## Přehled medailí
| Pořadí   | Země      | Zlato | Stříbro | Bronz | Celkově |
| -------- | --------- | ----- | ------- | ----- | ------- |
| 1        | Austrálie | 1     | 0       | 0     | 1       |
| 1        | Rusko     | 1     | 0       | 0     | 1       |
| 3        | Francie   | 0     | 1       | 0     | 1       |
| 3        | Ukrajina  | 0     | 1       | 0     | 1       |
| 5        | Mexiko    | 0     | 0       | 1     | 1       |
| 5        | Polsko    | 0     | 0       | 1     | 1       |
| Celkem 6 | Celkem 6  | 2     | 2       | 2     | 6       |